# Domenic Troiano
Domenic Troiano, nome completo Domenic Michele Antonio Troiano (Modugno, 17 gennaio 1946 – Toronto, 25 maggio 2005), è stato un chitarrista canadese di origine italiana.

## Biografia
L'artista viene principalmente ricordato per aver collaborato con molti gruppi fra cui i Guess Who, i James Gang, i Bush e i Mandala. Da solista, Troiano pubblicò alcuni album rock con occasionali incursioni blues e funk. Del suo singolo We All Need Love (1979), oggi considerato un classico della disco music del periodo, vennero realizzate diverse cover firmate da artisti come gli italiani Double You e Mietta.

## Discografia parziale

### Da solista

#### Album in studio
- 1972 – Domenic Troiano
- 1973 – Tricky
- 1979 – Fret Fever

#### Singoli
- 1972 – The Wear and the Tear on My Mind
- 1972 – Try
- 1973 – All Night Radio Show
- 1977 – Savour the Flavour
- 1979 – We All Need Love
- 1979 – Your Past (Is a Part of You)

### Guess Who
- 1975 - Flavours
- 1976 - Power in the Music